# Stortjärnen (Anundsjö socken, Ångermanland, 706812-160514)
Stortjärnen är en sjö i Örnsköldsviks kommun i Ångermanland och ingår i Moälvens huvudavrinningsområde.